# Memorial Rik Van Steenbergen 2001
Il Memorial Rik Van Steenbergen 2001, undicesima edizione della corsa, si svolse il 12 settembre 2001 su un percorso di 203 km, con partenza e arrivo ad Aartselaar. Fu vinto dal belga Niko Eeckhout della Lotto-Adecco davanti al suo connazionale Geert Omloop e al francese Nicolas Jalabert.

## Ordine d'arrivo (Top 10)
| Pos. | Corridore        | Squadra                       | Tempo    |
| ---- | ---------------- | ----------------------------- | -------- |
| 1    | Niko Eeckhout    | Lotto-Adecco                  | 4h24'00" |
| 2    | Geert Omloop     | Collstrop-Palmans             | a 13"    |
| 3    | Nicolas Jalabert | CSC-World Online              | a 15"    |
| 4    | Marc Wauters     | Rabobank                      | s.t.     |
| 5    | Paul Van Hyfte   | Lotto-Adecco                  | s.t.     |
| 6    | Kristof Trouvé   | Collstrop-Palmans             | s.t.     |
| 7    | Leon van Bon     | Mercury                       | a 16"    |
| 8    | Nico Mattan      | Cofidis                       | a 22"    |
| 9    | Bart Heirewegh   | Ville de Charleroi-Newsystems | a 1'17"  |
| 10   | Wim Vansevenant  | Mercury                       | s.t.     |